# 오마하 해변
오마하(Omaha), 또는 오마하 해변(Omaha Beach)은 1944년 6월 6일 연합군의 노르망디 상륙 당시 상륙 목표였던 5개의 해변 중 한 곳에 붙은 암호명이다. 1944년 6월 6일, 연합군은 해왕성 작전을 통해 독일이 점령한 프랑스를 침공했다. 오마하는 프랑스 노르망디 해안의 약 8km 구간으로, 동쪽의 생토노린드페르트(Sainte-Honorine-des-Pertes_에서 서쪽의 비에르빌쉬르메르(Vierville-sur-Mer), 도브강 하구의 우안까지 이어진다. 이 상륙 지점은 동쪽의 영국군이 상륙한 골드 해변과 서쪽의 미군이 상륙한 유타 해변을 연결하는 지역이었기 때문에 센만 일대에 연속된 교두보를 확보하는 데 필수적이었다. 오마하 해변을 점령하는 임무는 미 육군이 담당했으며, 해상 수송과 해상 포격은 주로 미 해군과 해안경비대가 맡고, 영국, 캐나다, 자유 프랑스 해군이 일부 지원했다.
오마하에서의 주요 목표는 포르텡베생과 비르강 사이에 폭이 약 8km인 교두보를 확보하고, 동쪽의 골드 해변의 영국군과 서쪽 이지니(Isigny) 일대를 확보하기 위해 유타 해변에 상륙한 미국 제7군단과 연계하는 것이었다. 서쪽 절반의 상륙 작전은 실전 경험이 없는 미국 제29보병사단과 프앙테 뒤 오크에서 차출된 미 육군 레인저 9개 중대가 맡았으며, 동쪽 절반은 전투 경험이 풍부한 미 제1보병사단이 담당했다.
이에 맞선 독일군은 제352보병사단이었다. 총 12,020명 중 6,800명이 실전 경험이 있는 병력이었으며, 이들은 53km에 걸친 해안 방어를 담당했다. 독일군의 전략은 해안선에서 상륙 병력을 저지하는 것이었고, 방어선은 해안가의 주요 거점에 집중되어 있었다.
연합군의 계획은 초기 공격 파동에서 전차, 보병, 공병 부대를 투입해 해안 방어선을 무력화한 후, 후속 부대가 상륙할 수 있도록 하는 것이었다. 그러나 작전은 계획대로 진행되지 않았다. 항해 중 발생한 문제로 대부분의 상륙정이 목표 지점을 벗어났고, 예상보다 강한 독일군 방어로 미군은 심각한 피해를 입었다. 강한 화력 속에서 공병들은 해안 장애물을 충분히 제거하지 못했고, 이후 상륙한 부대들은 일부 개척된 통로로 몰려들었다. 초기 상륙 부대는 심각한 피해로 인해 해변 탈출로를 확보하지 못했고, 이로 인해 후속 부대의 상륙도 지연되었다. 그러나 일부 생존 병력들이 독자적으로 공격을 감행해, 방어가 가장 강한 지점을 피해 절벽을 기어오르며 작은 돌파구를 마련했다. 6월 6일 작전 종료 당시 미군은 두 개의 매우 작은 교두보를 확보했으며, 이후 추가적인 공세를 통해 프랑스 내륙으로 진출할 수 있었다.